# TTL 7402

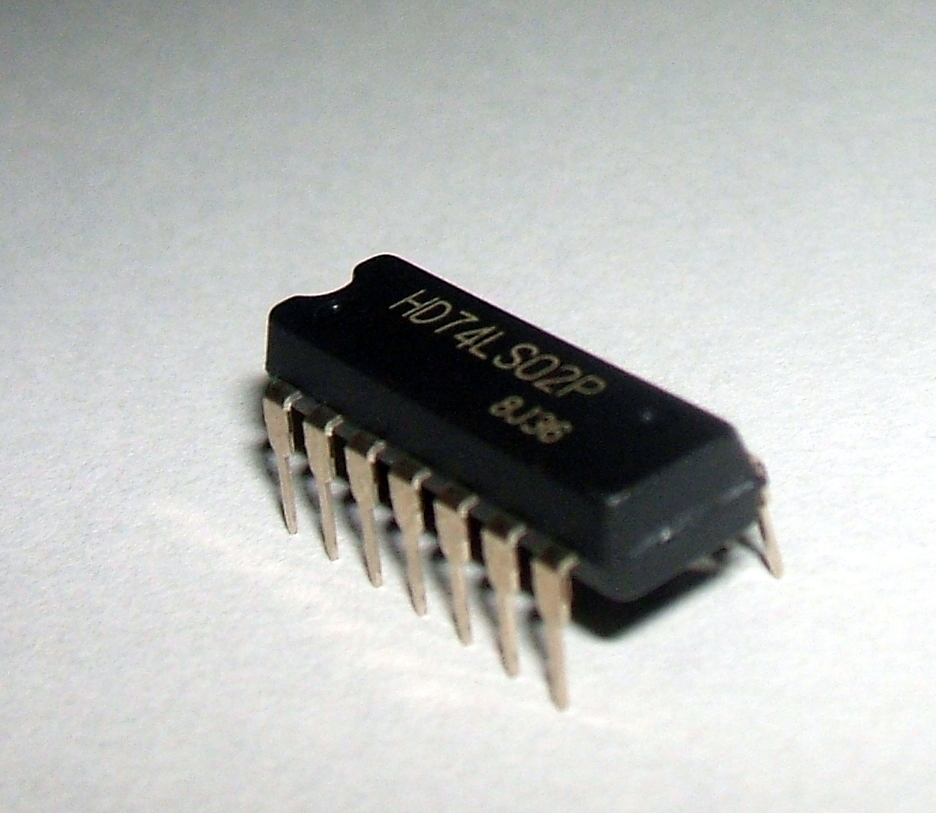
Circuito integrado HD74LS02P

Diagrama de pinos de um circuito integrado 7402

Um die de circuito integrado SN54LS02J

O circuito TTL 7402 é um dispositivo TTL que possui quatro portas lógicas NOR de duas entradas cada porta.
O consumo é de 12mA e o invólocro é DIL